# Шарлотта Софія Ангальт-Бернбурзька
Шарлотта Софія Ангальт-Бернбурзька (нім. Charlotte Sophie von Anhalt-Bernburg, 21 травня 1696 — 22 липня 1762) — принцеса Ангальт-Бернбурзька з династії Асканіїв, донька князя Ангальт-Бернбургу Карла Фрідріха та графині Софії Альбертіни цу Сольмс-Зонненвальде, дружина принца Шварцбург-Зондерсгаузенського Августа Ґюнтера.

## Біографія
Народилась 21 травня 1696 року у Бернбурзі. Була третьою дитиною та другою донькою в родині спадкоємного принца Ангальт-Бернбургу Карла Фрідріха та його першої дружини Софії Альбертіни цу Сольмс-Зонненвальде. Мала старшу сестру Єлизавету Альбертіну. Брат помер немовлям до її народження. Згодом сімейство поповнилося трьома молодшими дітьми.

Втратила матір у 12-річному віці. Батько оженився вдруге таємним морганатичним шлюбом із Шарлоттою Вільгельміною Нюсслер, У 1718 році він став правлячим князем Ангальт-Бернбургу.

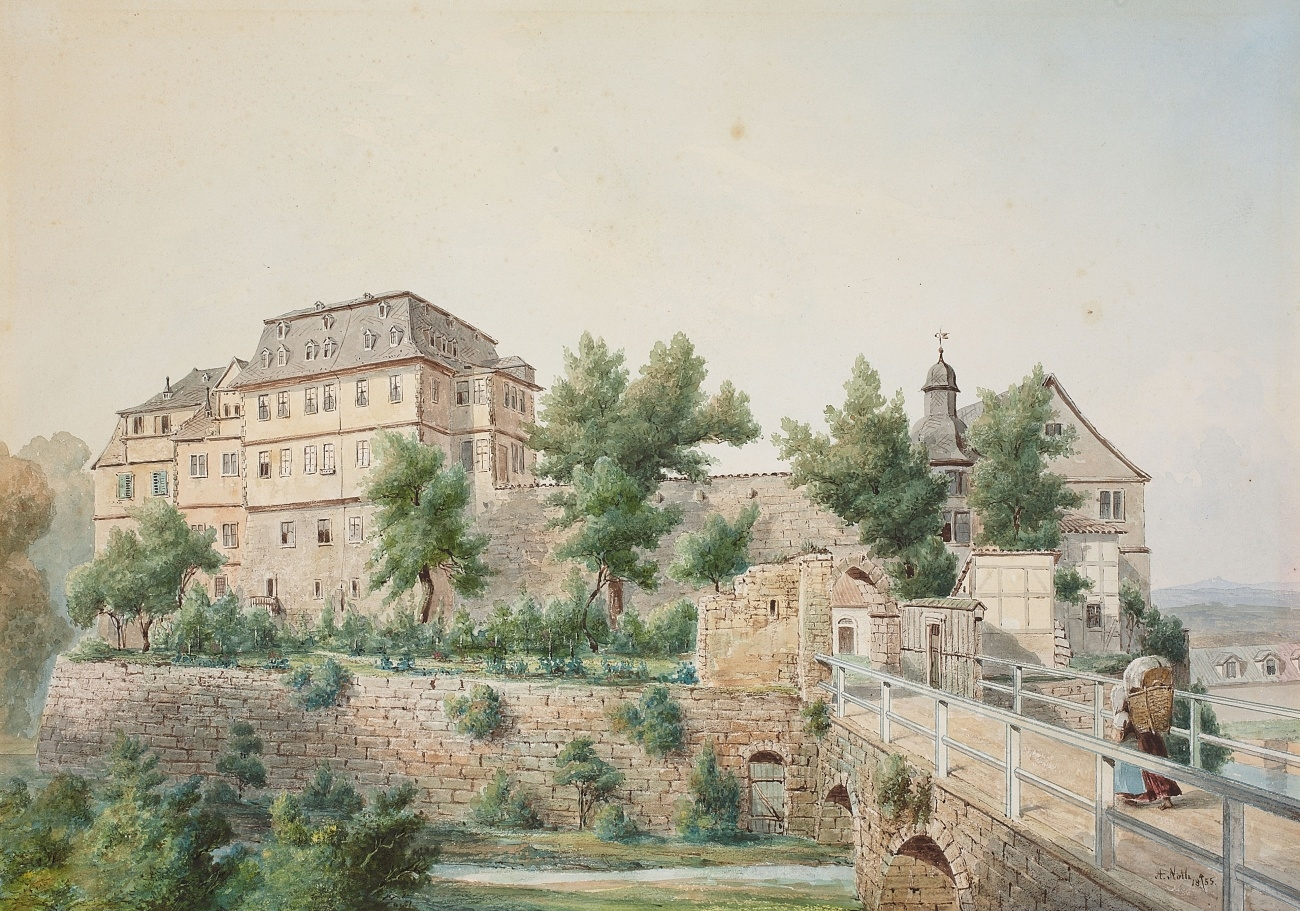
Ебелебенський палац

У 25 років Шарлотта Софія взяла шлюб із 30-річним принцом Шварцбург-Зондерсгаузенським Августом Ґюнтером. Наречений доводився молодшим братом чоловікові її сестри Єлизавети Альбертіни, мав резиденцію в Ебелебені та отримував апанаж. Весілля відбулося 19 липня 1721 у Бернбурзі. У подружжя народилося шестеро дітей.
Чоловік Шарлотти Софії займався благоустроєм Ебелебенського парку навколо замку, згодом його зусилля продовжив їхній син Крістіан Ґюнтер.
Август Ґюнтер помер у жовтні 1750 року, а за вісім років Крістіан Ґюнтер став правлячим князем Шварцбург-Зондерсгаузену. Шарлотта Софія пішла з життя у Зондерсгаузені за часів правління сина, 22 липня 1762 року.

## Родина
Чоловік — Август Гюнтер, принц Шварцбург-Зондерсгаузенський
Діти:
- Фредеріка Августа (1723—1725) — прожила 2 роки;
- Шарлотта (1732—1774) — дружина графа Райхенбах-Ґошюца Генріха, мала семеро дітей;
- Крістіан Вільгельм (1734—1737) — прожив 3 роки;
- Крістіан Ґюнтер (1736—1794) — князь Шварцбург-Зондерсгаузену у 1758—1794 роках, був одружений із принцесою Шарлоттою Вільгельміною Ангальт-Бернбурзькою, мав шестеро дітей;
- Йоганн Ґюнтер (1737—1738) — прожив 3 місяці;
- Август (1738—1806) — був одружений із принцесою Крістіною Єлизаветою Ангальт-Бернбурзькою, мав шестеро дітей.